# Wide Awakes

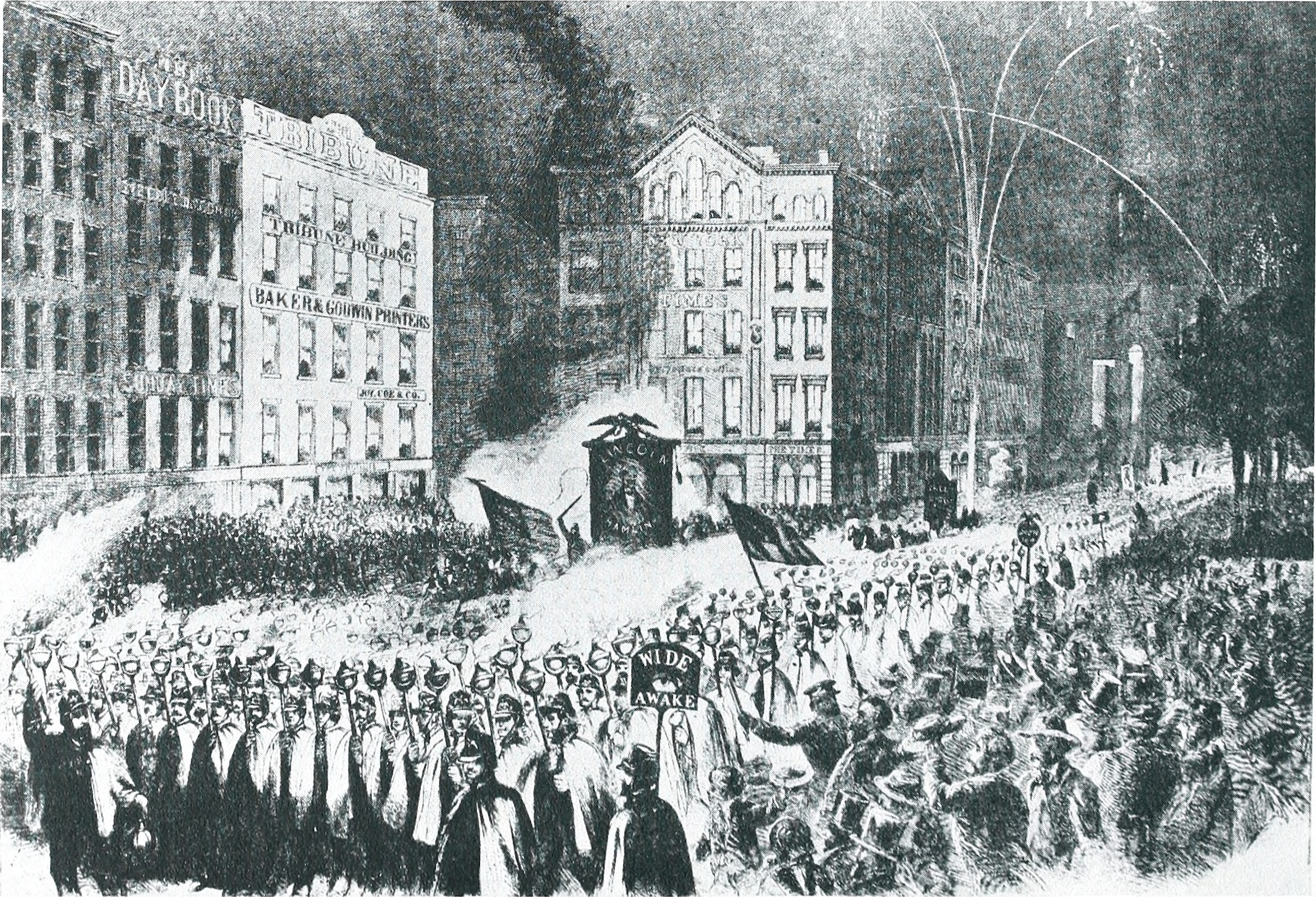
Um desfile do Wide Awakes no Lower Manhattan, um de uma série de comícios políticos realizados em Nova York, Filadélfia, Chicago, Cleveland e Boston durante a primeira semana de outubro de 1860.

Os Wide Awakes eram uma organização para jovens e, mais tarde, uma organização paramilitar cultivada pelo Partido Republicano durante as eleições presidenciais de 1860 nos Estados Unidos. Usando eventos sociais populares, um ethos de fraternidade competitiva, e até de banda desenhada promocional, a organização introduziu muitos à participação política e proclamou-se a nova voz dos eleitores mais jovens. Os Acordos Amplos estruturados e militantes apelaram a uma geração profundamente abalada pela instabilidade partidária da década de 1850 e ofereceram aos jovens nortenhos uma identidade política muito necessária.

## Visão geral
No início de março de 1860, Abraham Lincoln falou em Hartford, Connecticut, opondo-se à expansão da escravidão e defendendo o direito dos trabalhadores à greve. Cinco empregados de loja, que tinham iniciado um grupo republicano chamado The Wide Awakes, decidiram juntar-se a um desfile para Lincoln, que se deleitou com a escolta de lanternas que lhe foi fornecida após o discurso de regresso ao seu hotel. Durante as semanas seguintes, a campanha Lincoln fez planos para desenvolver a campanha Wide Awakes em todo o país e usá-los para liderar grandes campanhas de registo de eleitores, sabendo que os novos eleitores e jovens eleitores tendem a abraçar novos e jovens partidos.
Os membros do Wide Awakes foram descritos pelo The New York Times como "jovens de caráter e energia, fervorosos em suas convicções republicanas e entusiasmados em processar a tela em que participamos". Em Chicago, em 3 de outubro de 1860, 10 mil Wide Awakes marcharam em uma procissão de cinco quilômetros. A história deste comício ocupava oito colunas do Chicago Tribune. Em Indiana, como relata um historiador, 
 1860 foi o mais colorido da memória do eleitorado Hoosier. “Discursos, dia e noite, procissões à luz de tochas e todos os tipos de barulho e confusão estão em movimento, com todas as partes”, comentou a locomotiva “independente” de Indianápolis. O congressista Julian também ficou impressionado com a "invenção e exibição espetacular" que prevaleciam na tela atual. Cada partido se esforçou ao máximo para mobilizar seus seguidores em clubes políticos disciplinados, mas o mais notável deles foram os "Rail Maulers" e os "Wide Awakes" de Lincoln, cujas organizações se estendiam por todo o estado. Vestindo uniformes berrantes, os membros dessas bandas quase militares participaram de todas as manifestações republicanas. Os “Wide Awakes”, em particular, foram bem treinados e serviram como polícia política na escolta dos oradores do partido e na preservação da ordem nas reuniões públicas. A emulação partidária fez de todos os comícios políticos a ocasião para desfiles cuidadosamente organizados por ruas cobertas de bandeiras, procissões à luz de tochas, carros alegóricos e transparências elaborados, faixas estridentes e fogos de artifício. 
 Em meados da campanha de 1860, os republicanos gabavam-se de ter capítulos do Despertar Amplo em todos os condados de todos os condados do Norte (livres). No dia da eleição de Lincoln como presidente, havia 500 mil membros. O grupo permaneceu ativo por várias décadas.

## Rituais

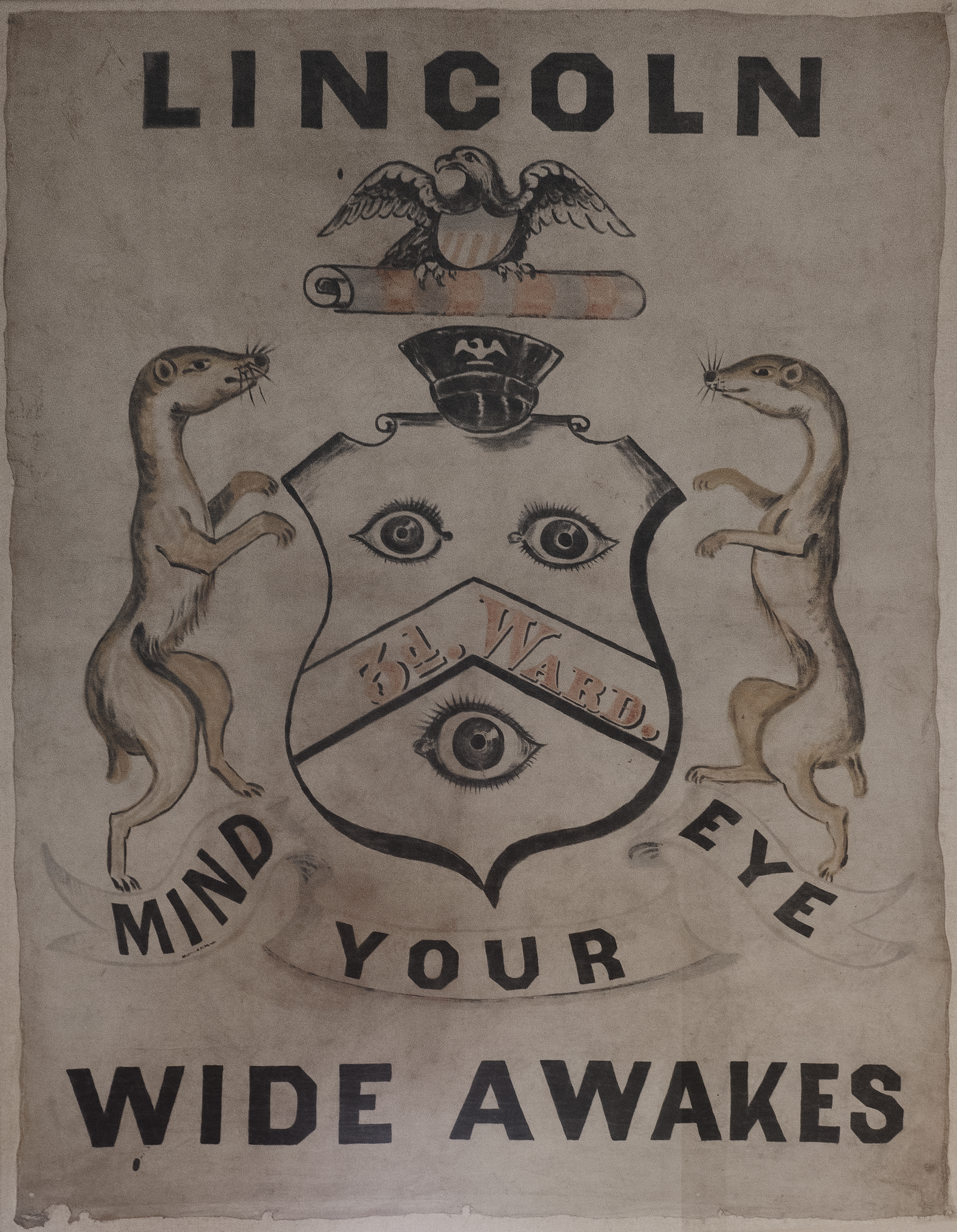
Faixa Wide Awakes, em exposição no edifício Old Capitol, em Springfield, Illinois

### Uniforme e tática
O uniforme padrão Wide Awakee consistia num manto ou capa completa, um chapéu de vidro preto e uma lanterna de dois metros de comprimento, na qual era montado um grande contentor de óleo de baleia, flamejante e pivotante. As suas atividades eram realizadas principalmente à noite e consistiam em várias marchas noturnas iluminadas por lanternas através de cidades dos estados do nordeste e da fronteira. Os Wide Awakes adotaram como estandarte a imagem de um grande globo ocular.

### Organização do capítulo
Pouco se sabe sobre a organização nacional dos Wide Awakes, se é que existia algum órgão formal de governo. Os clubes parecem ter sido organizados por cidade em capítulos locais. Os minutos sobreviventes do capítulo Waupun, Wisconsin O capítulo Wide Awakes restringe a filiação a homens com 18 anos ou mais. O sócio tinha de "munir-se do estilo de uniforme adotado por este Clube". O capítulo tinha um sistema de oficiais de estilo militar composto por um Capitão e de 1º a 4º Tenentes.. 
 O capitão terá o comando do clube em todos os momentos; na sua ausência, os tenentes terão comando na ordem de classificação. Todo sócio deste clube deve comparecer a todas as reuniões, regulares ou especiais; e quando em serviço ou participando das reuniões, deve obedecer aos oficiais em comando e deve sempre executar as tarefas que lhe forem exigidas pelos oficiais em comando. 

### Dimensões sociais
Quaisquer que fossem seus nomes, os clubes de ambas as partes geralmente tinham bandas e uniformes elegantes. As dimensões sociais foram descritas: 
 Os rapazes e rapazes que ingressaram nos Wide-Awakes, Invincibles e outros clubes de marcha receberam uniformes baratos e ensinaram manobras de marcha impressionantes. Em Marion, o uniforme Wide-Awake consistia em uma capa e uma capa de pano de óleo e uma faixa vermelha, que, juntamente com uma lâmpada ou uma tocha, custavam US$ 1,33. Pode-se imaginar sua "marcha pela cerca de minhoca", assim como uma boa conexão com Lincoln como separador de trilhos — uma conexão que nos lembra o simbolismo da cabana e da sidra dos dias anteriores [de 1840]. A conexão mais importante a ser feita, no entanto, é a "febre das milícias" da década de 1850. Muitos norte-americanos e norte se deliciavam com uniformes e títulos militares, reuniões e desfiles e os bailes formais que suas empresas patrocinavam durante a temporada social de inverno. Seus irmãos mais novos sem dúvida se deliciavam em imitá-los, na medida em que US$ 1,33 permitiam, enquanto seus pais recebiam um meio pelo qual o desordeiro juvenil era, por um tempo, canalizado para uma forma militar de disciplina. Enquanto isso, os clubes de campanha regulares receberam uma atração diferente. Um dos primeiros itens de negócios, uma vez organizado o clube, foi convidar “as mulheres” para as reuniões. Muitos membros eram jovens solteiros, e a campanha ocorreu durante uma temporada social relativamente lenta, após os piqueniques, passeios de barco a vapor e outras saídas do verão e precedendo os bailes patrocinados por milícias, bombeiros e lojas de fraternidade durante o inverno. Os clubes de campanha ajudaram a estender e conectar as temporadas sociais de jovens homens e mulheres solteiros, e deram a ambos uma ocasião para viagens animadas. "Voltar para casa foi divertido", escreveu o editor democrata de uma excursão de um clube republicano de Dubuque a um comício em Galena. “Houve frequentes 'aplausos pela senhorita Nancy Rogers'. ...O capitão Pat Conger era o homem mais bonito do mundo e só podemos dizer que é uma pena que ele não seja um democrata.” 

### Declaração de missão
Os capítulos típicos de Wide Awakes também adotaram uma declaração de missão não oficial. O exemplo a seguir vem do capítulo de Chicago:
1. Atuar como polícia política.
2. Fazer o dever de escolta a todos os oradores republicanos proeminentes que visitam o nosso local para se dirigirem aos nossos cidadãos.
3. Assistir a todas as reuniões públicas num órgão e ver que a ordem é mantida e que o orador e a reunião não são perturbados.
4. Assistir às urnas e ver que é feita justiça a todos os eleitores legais.
5. Para se comportarem de forma a induzir todos os republicanos a juntarem-se a eles.
6. Ser uma entidade unida em grande número para trabalhar para o bem do Bilhete Republicano.

### Certificado de membro

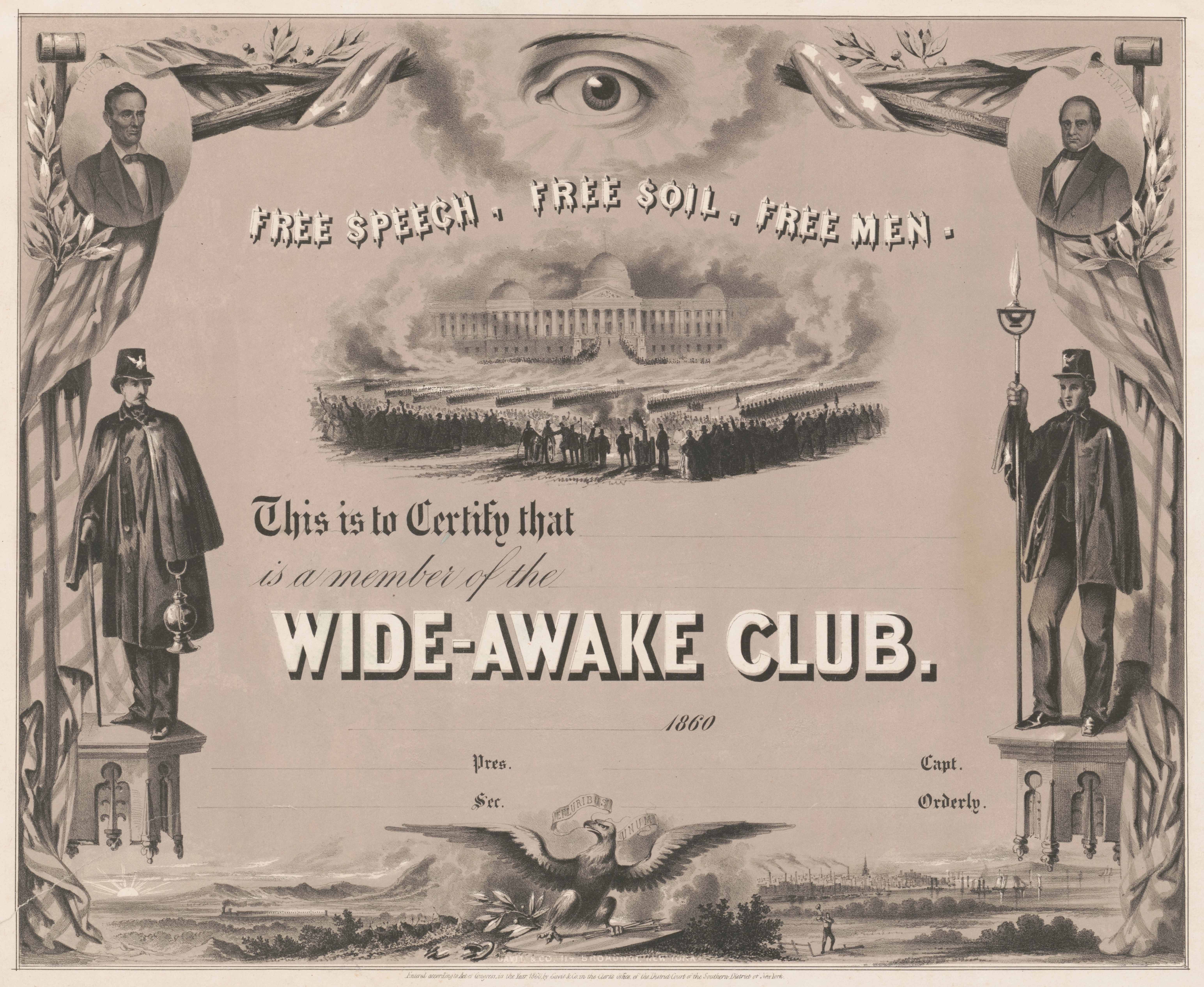
Um certificado de membro do Wide-Awake Club: “Liberdade de expressão, solo livre, homens livres. Isto é para certificar que... é um membro do...Clube Desperto”

O certificado de membro do Wide-Awake Club possui uma vinheta central mostrando multidões e tropas diante do Capitólio dos EUA. Algumas tropas marcham em longas filas de desfiles, outras disparam canhões no ar em direção ao Capitólio. Multidões alinham-se nos degraus do Capitólio, ladeando uma figura solitária, provavelmente Abraham Lincoln, que sobe em direção à entrada do edifício. O certificado é emoldurado por uma bandeira americana pendurada sobre uma cerca de trilho, com ramos de oliveira no topo. Nos cantos superiores estão medalhões ovais de Abraham Lincoln (à esquerda) e companheiro de chapa Hannibal Hamlin (à direita). Os martelos do separador de trilhos aparecem nos cantos. Um olho vigilante espia de uma auréola de nuvens no centro. Em ambos os lados, estão membros uniformizados da sociedade, vestindo suas capas curtas e visuais. Um segura um bastão e uma lanterna (esquerda) e o outro segura uma tocha acesa. Abaixo, uma águia em um escudo segura uma flâmula "E Pluribus Unum", flechas e ramo de oliveira. Algemas quebradas estão diante dele. À esquerda, o sol nasce sobre uma paisagem montanhosa e uma locomotiva choca as planícies. À direita, uma cena mais industrial: uma cidade oriental com o porto cheio de barcos. Em primeiro plano, um homem martela uma cunha em um trilho de madeira.

## Motim da pradaria de pedra
Em agosto de 1860, estava agendada uma manifestação política na Stone's Prairie, no Condado de Adams, Illinois, perto da moderna vila de Plainville. Essa área, no extremo oeste de Illinois, era familiar a dois dos candidatos à presidência. Embora o candidato republicano, Abraham Lincoln, fosse conhecido na região, seu oponente democrata, Stephen Douglas, havia praticado direito nas proximidades. Além da animosidade local, o condado de Adams ficava perto da fronteira com o Missouri, um estado escravo.
A manifestação foi organizada pelos republicanos. Quando foi anunciado inicialmente, havia um convite para oradores democratas. Embora o convite tenha sido retirado posteriormente, esse fato não foi amplamente divulgado, resultando em confusão sobre se esse seria um comício republicano ou um debate entre partidários republicanos e democratas.
Durante a campanha de 1860, era uma prática comum os assentamentos erguerem postes de até 50 metros de altura. Os partidos políticos penduravam dos pólos bandeiras e efígies dos candidatos a que se opunham.
No caminho para o comício, o Quincy Wide Awakes passou por Payson, cujos moradores haviam erguido um poste com uma efígie ofensiva de Lincoln montado em um trilho. Os Wide Awakes, no entanto, carregavam uma faixa com uma representação igualmente ofensiva de um Douglas bêbado caindo sobre uma pilha de trilhos. Um confronto precoce foi evitado, com os Wide Awakes procedendo para Stone's Creek.
O comício de 25 de agosto de 1860 envolveu cerca de 7 mil participantes. Os democratas apareceram, esperando ouvir seus candidatos em um debate. Em vez disso, foram tratados com um pódio de republicanos, a quem criticaram. Os Wide Awakes defenderam os palestrantes, e um tumulto geral resultou, envolvendo várias centenas de homens.
Após a manifestação, os Wide Awakes retornaram através de Payson, onde encontraram uma centena de democratas guardando seu poste. Embora Wide Awakes evitasse o confronto, tiros foram disparados contra eles enquanto saíam da cidade. A bandeira do Wide Awakes foi perfurada por tiros, e vários foram feridos.

## Reação do sul
Em 1860, o senador do Texas Louis T. Wigfall alegou, falsamente, que os Wide Awakes estavam por trás de uma onda de incêndio criminoso e vandalismo em seu estado natal, Texas. Os historiadores não encontraram nenhuma evidência dessa conspiração, mas relatam que no Texas, em 1860, uma histeria em todo o estado por causa de revoltas inexistentes de escravos levou ao linchamento de 30 a 100 escravos e brancos nos chamados problemas do Texas.
Os Wide Awakes nunca marcharam em nenhum lugar do Sul, em 1860, mas representaram o maior medo do Sul, uma força opressiva empenhada em marchar até suas terras, libertando os escravos e afastando seu modo de vida. Suas roupas e equipamentos apenas incitaram ainda mais esse medo com a crença de que "eles desfilam à meia-noite, carregam trilhos para abrir nossas portas, tochas para incendiar nossas habitações e, sob suas longas capas pretas, a faca para cortar nossas gargantas". Para o sul, os Wide Awakes eram apenas uma amostra do que estava por vir se Lincoln fosse eleito. O Norte não se comprometeria e, se necessário, se forçaria sobre o grande sul. “Um milhão e meio de homens uniformizados e treinados, e o objetivo de sua organização de varrer o país em que moro com fogo e espada". Essa mentalidade não foi aplacada pela ampla aceitação dos Wide Awakes no norte. Em 25 de outubro de 1858, o senador Seward, de Nova York, declarou a uma multidão empolgada: "uma revolução começou" e aludiu aos Wide Awakes como "forças com as quais se pode recuperar novamente todos os campos... e confundir e derrubar, um golpe decisivo, os traidores da constituição e da liberdade para sempre.” Para o sul, os Wide Awakes e, portanto, o norte, só ficariam contentes quando o sul estivesse totalmente dominado.
O Sul reconheceu a necessidade de seus próprios Wide Awakes e, assim, iniciou um movimento para criar "uma organização contrária no Sul" apelidada de "Minutemen". O sul via os Wide Awakes como o exército privado do norte, e assim eles decidiram criar o seu próprio. Eles não aceitariam mais a "aversão à rapina, assassinato, insurreição, poluição e incendiarismo que foram conspirados pelos iludidos e cruéis do Norte, contra a castidade, lei e prosperidade de cidadãos inocentes e sem ofensa do Sul". Os "Minutemen" eram o exército não oficial do Sul. Como os Wide Awakes, eles deveriam “formar um corpo armado de homens... cujo dever é armar, equipar e perfurar, e estar pronto para qualquer emergência que possa surgir na atual posição perigosa dos Estados do Sul." O medo dos Wide Awakes resultou na formação de empresas Minutemen em todo o sul. Como seus inimigos, eles também realizavam comícios da tocha e usavam seus próprios uniformes, completos com o emblema oficial de “uma roseta azul... para ser usada na lateral do chapéu.

## Atividades de guerra
Depois que Lincoln convocou todas as milícias em abril de 1861, o republicano Wide Awakes, o democrata "Douglas Invincibles" e outros grupos desfilaram voluntariamente em massa para o exército da União. Em 1864, relatos de comícios políticos observam que "Northwestern Wide Awakes, the Great Western Light Guard Band e a 24th Illinois Infantry" estavam em uma reunião em Chicago. Em 5 de novembro, o Comitê de Campanha da União de Chicago (o nome do partido de Lincoln naquele ano) declarou: 
 Na próxima terça-feira, o destino da República Americana deverá ser estabelecido. Apelamos aos homens da União. Apelamos aos comerciantes para que fechem as suas lojas, aos fabricantes para que permitam que os seus funcionários e trabalhadores vão às urnas, à Câmara do Comércio para que feche, às Ligas da União e aos Wide Awakes para que saiam. A rebelião tem de ser abolida. 

## Defesa de St. Louis
No início de 1861, o capítulo Wide Awakes de St. Louis envolveu-se em operações paramilitares no início da Guerra Civil. Ajudados por Francis Preston Blair, Jr. e pelo capitão do exército Nathaniel Lyon, os St. Louis Wide Awakes contrabandearam armamentos para a cidade e treinaram secretamente em um armazém. O objetivo era prepará-los para a defesa do arsenal federal de St. Louis, que os partidários confederados queriam apreender. Lyon empregou suas conexões políticas através de Blair para obter uma nomeação como comandante do arsenal e, depois de receber sua promoção, prontamente mudou o St. Louis Wide Awakes para o arsenal durante a noite.
Os Wide Awakes de Lyon, recentemente reunido no exército federal, foi usado em 10 de maio de 1861 para prender uma divisão da milícia do estado do Missouri perto de St. Louis, no que seria conhecido como o caso camp Jackson. Quando os milicianos capturados foram marchando em direção ao arsenal, mais tarde naquele dia, houve um tumulto no qual dezenas de civis foram baleados ou mortos. Este evento marcou o início efetivo da violência da Guerra Civil no Missouri.